# Igreja de Cristo nas Nações
A Igreja de Cristo nas Nações (em inglês Church of Christ in Nations - COCIN) é uma denominação cristã reformada com sede em Jos, Plateau, Nigéria. Fundada em 1904 como parte da Missão Unida do Sudão, a igreja tem atualmente mais de 8 milhões de membros distribuídos em aproximadamente 2.000 congregações em todo o país.

## História
A COCIN foi estabelecida em 1904 por missionários da Missão Unida do Sudão (MUS), uma missão interdenominacional fundada por missionários germano-americanos.
O trabalho missionário foi iniciado pela filial britânica da MUS na província de Borno, entre os Kanuri, uma tribo de maioria muçulmana. Em 1936, uma estação de leprosos foi estabelecida em Molai.
Em 1966, a Igreja de Cristo na Nigéria foi formada. Posteriormente, o nome Igreja de Cristo nas Nações foi adotado.

## Ministérios e Atividades
A COCIN está envolvida em diversas atividades sociais e educacionais. Ela administra escolas secundárias para meninos e meninas, colégios de formação de professores, um colégio teológico, institutos vocacionais, um hospital e uma escola para cegos. Em 2021, a igreja inaugurou a Universidade Karl Kumm em Vom, Jos South.

## Perseguição Religiosa
No fim da década de 2010 e início da década de 2020, a COCIN enfrentou perseguições significativas. Em 2023, devido à violência de grupos islâmicos extremistas, a denominação foi forçada a fechar mais de 70 igrejas.

## Afiliações Ecumênicas
A COCIN é membro da Comunidade de Igrejas de Cristo na Nigéria.
Segundo o site da igreja, ela seria membro do Conselho Mundial de Igrejas (CMI), Aliança Mundial das Igrejas Reformadas (AMIR) e Conselho Ecumênico Reformado (CER). Todavia, denominação não é listada como membro pela CMI. O AMIR e CER se fundiram em 2010, formando a atual Comunhão Mundial das Igrejas Reformadas (CMIR). Todavia, a COCIN também não está na lista de membros da CMIR.